# Zulu Sofola
Zulu Sofola (22 tháng 6 năm 1935 – 5 tháng 9 năm 1995) là nhà soạn kịch và nhà soạn kịch nữ đầu tiên người Nigeria. Sofola cũng là giáo viên đại học và trở thành nữ giáo sư nghệ thuật sân khấu đầu tiên ở châu Phi.

## Tiểu sử
Nwazuluwa Onuekwuke Sofola sinh ra ở bang Bendel, là con của Nwaugbade Okwumabua và Chief Ogana Okwumabua là người Igbo đến từ Issele-Uku, Khu vực Chính quyền địa phương Bắc Anochia, bang Delta. Bà theo học tại trường tiểu học chính phủ liên bang ở Asaba và trường trung học Baptist Girls ở Agbor, cả hai trường đều ở bang Delta. Do thành tích xuất sắc tại trường, bà đã được trao học bổng để hoàn tất chương trình giáo dục trung học ở Nashville, Tennessee, Hoa Kỳ. Dành thời niên thiếu của mình ở Mỹ, bà học tại Southern Baptist Seminary, lấy bằng cử nhân tiếng Anh tại Đại học Virginia Union ở Richmond, Virginia vào năm 1959. Bà có bằng Thạc sĩ về Kịch (viết kịch bản và sản xuất) của Đại học Công giáo Mỹ ở Washington DC vào năm 1965. Bà quay trở về Nigeria năm 1966 và trở thành giảng viên tại Khoa Nghệ thuật Sân khấu tại Đại học Ibadan, Tiểu bang Oyo, nơi bà nhận bằng tiến sĩ về Nghệ thuật Sân khấu (Tragic Theory) năm 1977.
Bà cũng dạy Kịch tại Đại học Ilorin, bang Kwara State, Nigeria, nơi bà được bổ nhiệm làm Trưởng phòng Nghệ thuật biểu diễn. Sofola là một ca sĩ, vũ công, cũng như một nhà viết kịch xuất sắc. Bà đã viết và chỉ đạo nhiều vở kịch cho sân khấu và truyền hình, bao gồm cả tác phẩm của riêng mình, chẳng hạn như King Emene. Các vở kịch của bà "nội dung từ thảm kịch lịch sử cho đến hài kịch trong nước và sử dụng cả khung cảnh châu Phi truyền thống và hiện đại". Bà sử dụng "các yếu tố ma thuật, huyền thoại và nghi thức để xem xét những mâu thuẫn giữa chủ nghĩa truyền thống và chủ nghĩa hiện đại, trong đó việc trọng nam giới vẫn tồn tại." Bà được coi là một trong những phụ nữ nổi tiếng nhất của nền văn học Nigeria..
Các vở kịch gần đây nhất của Sofola là Wedlock of the Gods (1972) và The Sweet Trap (1977), Bà mất vào năm 1995 tại tuổi 60.

## Tác phẩm tiêu biểu
- The Deer Hunter and The Hunter's Pearl (1969), Luân Đôn: Evans Brothers.
- The Disturbed Peace of Christmas (1971), Ibadan: Daystar Press.
- Wedlock of the Gods (1972), Ibadan: Evans.
- The Operators, Ibadan: Ibadan University, 1973.
- King Emene: Tragedy of a Rebellion (1974), Heinemann Educational Books. ISBN 0-435-92860-0
- The Wizard of Law (1975), Evans Bros. ISBN 0-237-49951-7
- The Sweet Trap (1977); Ibadan: Oxford University Press. ISBN 0-19-575386-0
- Old Wines Are Tasty (1981), Ibadan: Oxford University Press. ISBN 978-154-499-6
- Memories in the Moonlight (1986), Ibadan: Evans Brothers.
- Queen Omu-ako of Oligbo, Buffalo: Paul Robeson Theatre, 1989.
- Eclipso and the Fantasia, Illorin, Nigeria: 1990.
- The Showers, Illorin, Nigeria: 1991.
- Song of a Maiden: A Play, Illorin, Nigeria: Heinemann, 1992.
- Lost Dreams and Other Plays, Ibadan: Heinemann, 1992.